# برهان العمل
نظام (أو بروتوكول، أو وظيفة) إثبات العمل أو صحة العمل هو تدبير اقتصادي لردع هجمات الحرمان من الخدمة وانتهاكات خدمات أخرى مثل البريد المزعج على شبكة ما وذلك بفرض بعض العمل على طالب الخدمة، وعادة ما يعني ذلك وقت معالجة أكبر مطلوب من حاسوبه. ومن السمات الرئيسية لهذه المخططات هو عدم التماثل : يجب أن يكون العمل شاق إلى حد ما (ولكن ممكن) على طالب الخدمة ولكن نتيجته سهلة التحقق من مزود الخدمة. هذه الفكرة تعرف بوصفها وظيفة تكلفة وحدة المعالجة المركزية، لغز العميل، لغز الحسابية أو وظيفة تسعير وحدة المعالجة المركزية وهي تختلف عن كابتشا التي تستهدف الإنسان بدل الكمبيوتر.